# Parafia Niepokalanego Serca Najświętszej Maryi Panny w Bukowcu
Parafia Niepokalanego Serca Najświętszej Maryi Panny w Bukowcu – rzymskokatolicka parafia znajdująca się w diecezji tarnowskiej, w dekanacie cieżkowickim.
W skład terytorium parafii wchodzi Bukowiec oraz część miejscowości Falkowa, Jamna, Lipnica Wielka, Siekierczyna i Jasienna.
Proboszczem od 2014 jest ks. mgr lic. Janusz Ul.

## Historia
Kościół parafialny przeniesiono z Kamiannej (pierwotnie służył jako cerkiew greckokatolicka, zbudowana w 1805) i odbudowano w Bukowcu z przekształceniem na kościół rzymskokatolicki w 1949 roku.

## Ośrodek duszpasterstwa w Jamnej
W miejscowości Jamna, która wchodzi w skład parafii Bukowiec, znajduje się założony przez o. Jana Górę Dom Św. Jacka, ośrodek duszpasterstwa akademickiego dominikanów z Poznania. Obecnym rektorem duszpasterstwa jest o. mgr lic. Andrzej Chlewicki OP.

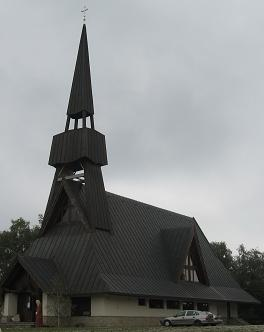
Kościół w Jamnej
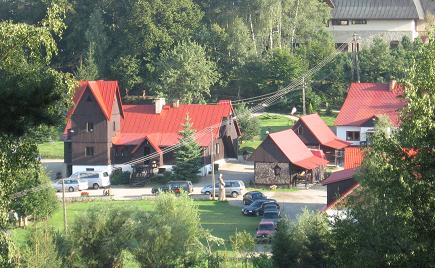
Ośrodek duszpasterstwa w Jamnej